# Leptospermum barneyense
Leptospermum barneyense är en myrtenväxtart som beskrevs av Anthony R. Bean. Leptospermum barneyense ingår i släktet Leptospermum och familjen myrtenväxter.
Artens utbredningsområde är Queensland. Inga underarter finns listade i Catalogue of Life.